# Kawaii Kare
Singles de Melon Kinenbi
Mi Da Ra Matenrō
(2003) Namida no Taiyō
(2004)
 Kawaii Kare  (かわいい彼) est le 11e single du groupe de J-pop Melon Kinenbi, sorti le 3 décembre 2003 au Japon sur le label zetima, écrit et produit par Tsunku. Il atteint la 15e place du classement de l'Oricon, et reste classé pendant trois semaines.
La chanson-titre figurera sur le deuxième album du groupe, The Nimaime de 2004, puis sur ses compilations Fruity Killer Tune de 2006 et Mega Melon de 2008. La chanson en "face B", Hatsu Yuki, figurera quant à elle sur sa compilation de "face B" Ura Melon de 2010.

## Liste des titres
1. Kawaii Kare  (かわいい彼?)
2. Hatsu Yuki  (初雪?)
3. Kawaii Kare (instrumental) (かわいい彼...?)